# Äußerer Ring (München)

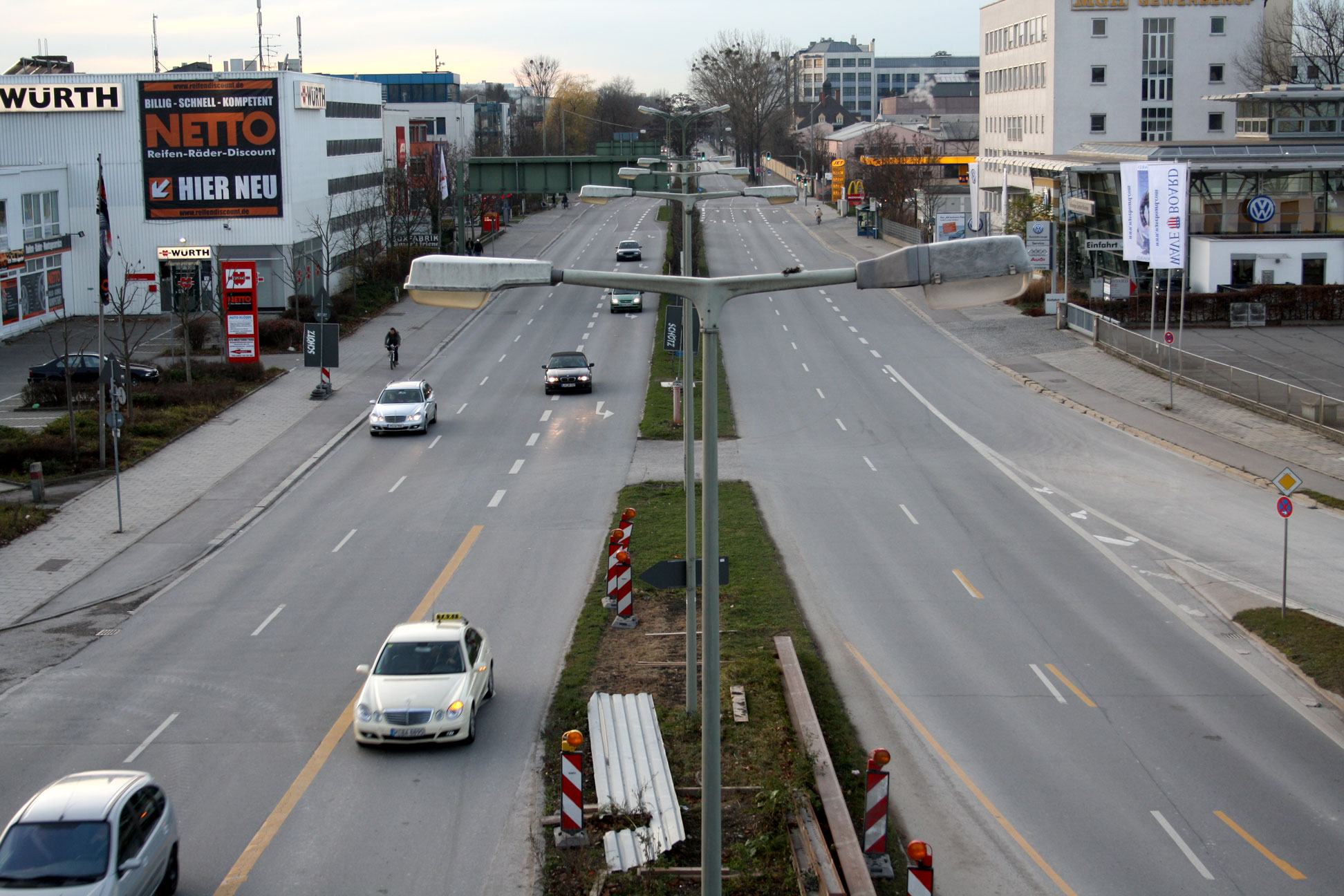
Der Frankfurter Ring, ein Teilstück des Äußeren Rings

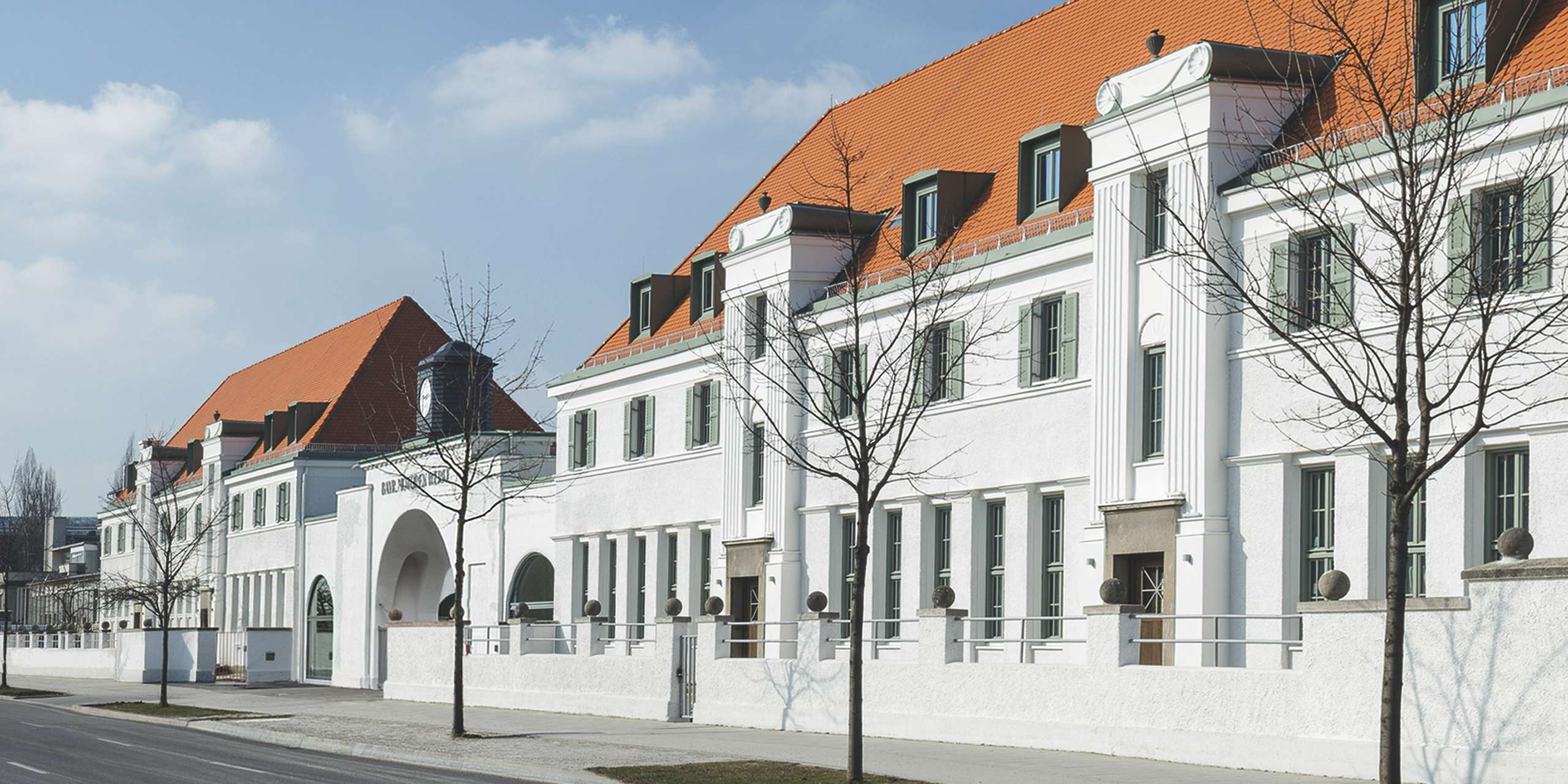
Moosacher Straße 80

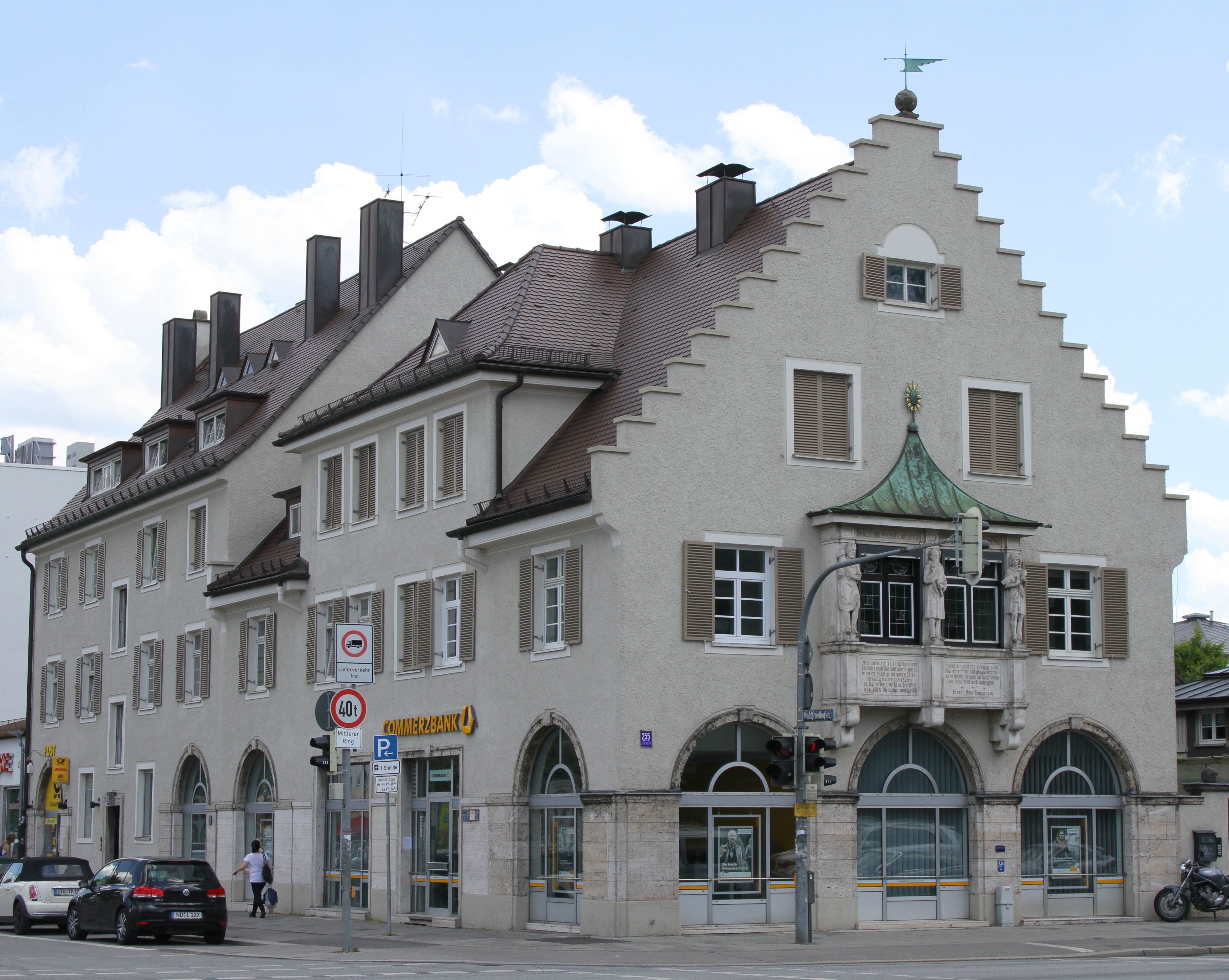
Fürstenrieder Straße 255

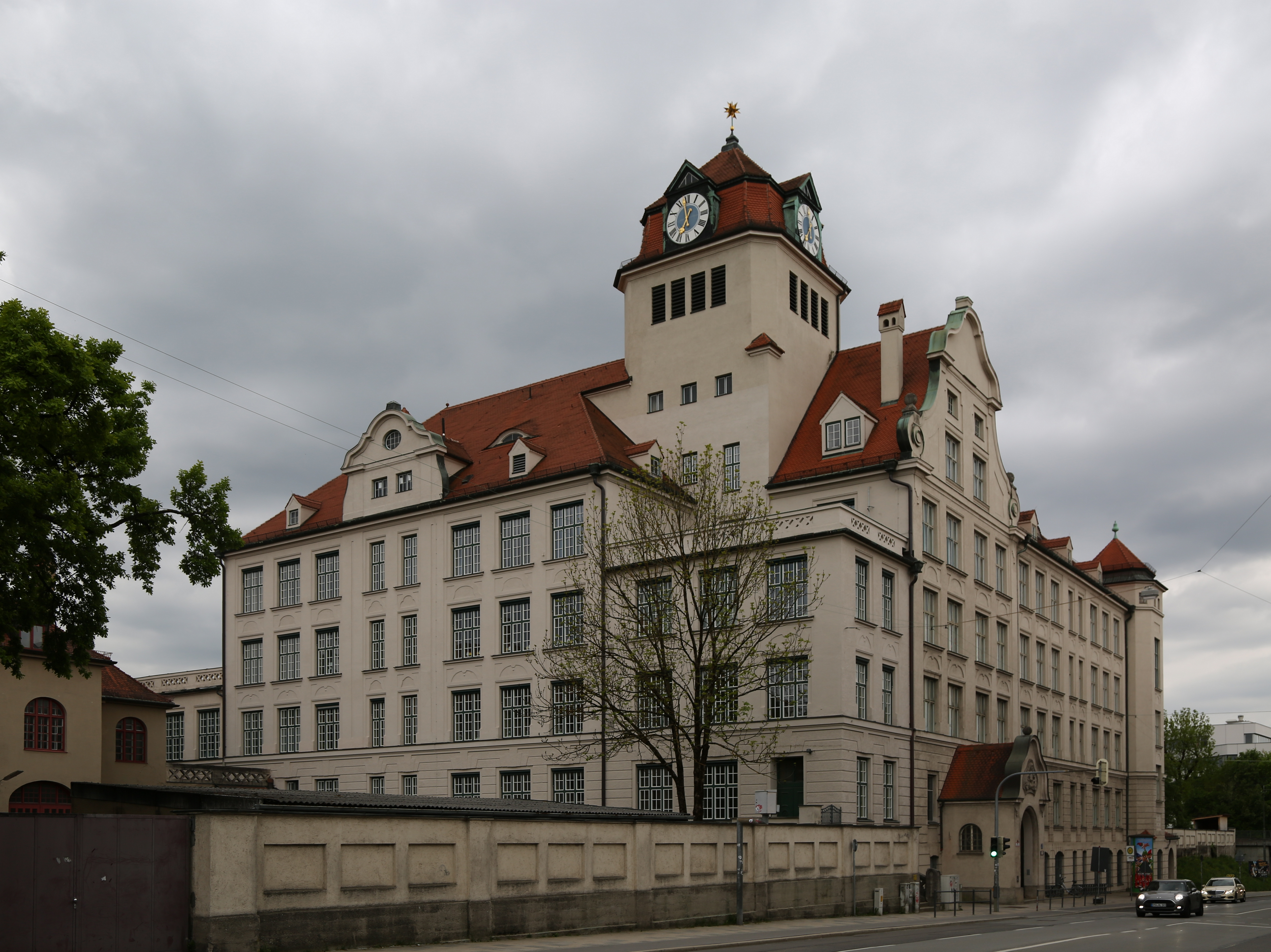
Boschetsrieder Straße 35

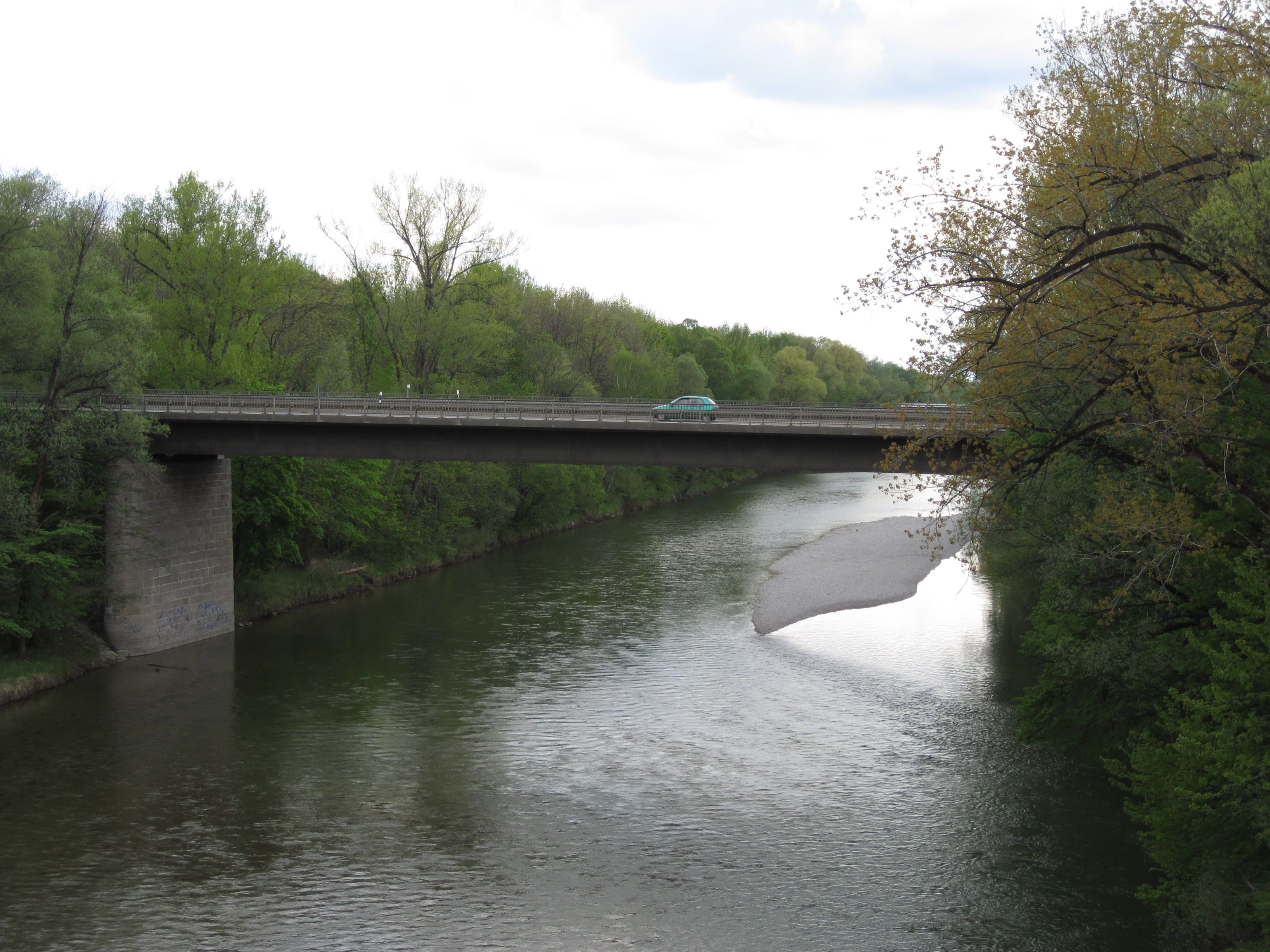
Herzog-Heinrich-Brücke im Englischen Garten

Der Äußere Ring ist eine nur teilweise verwirklichte Ringstraße in München.

## Trassen

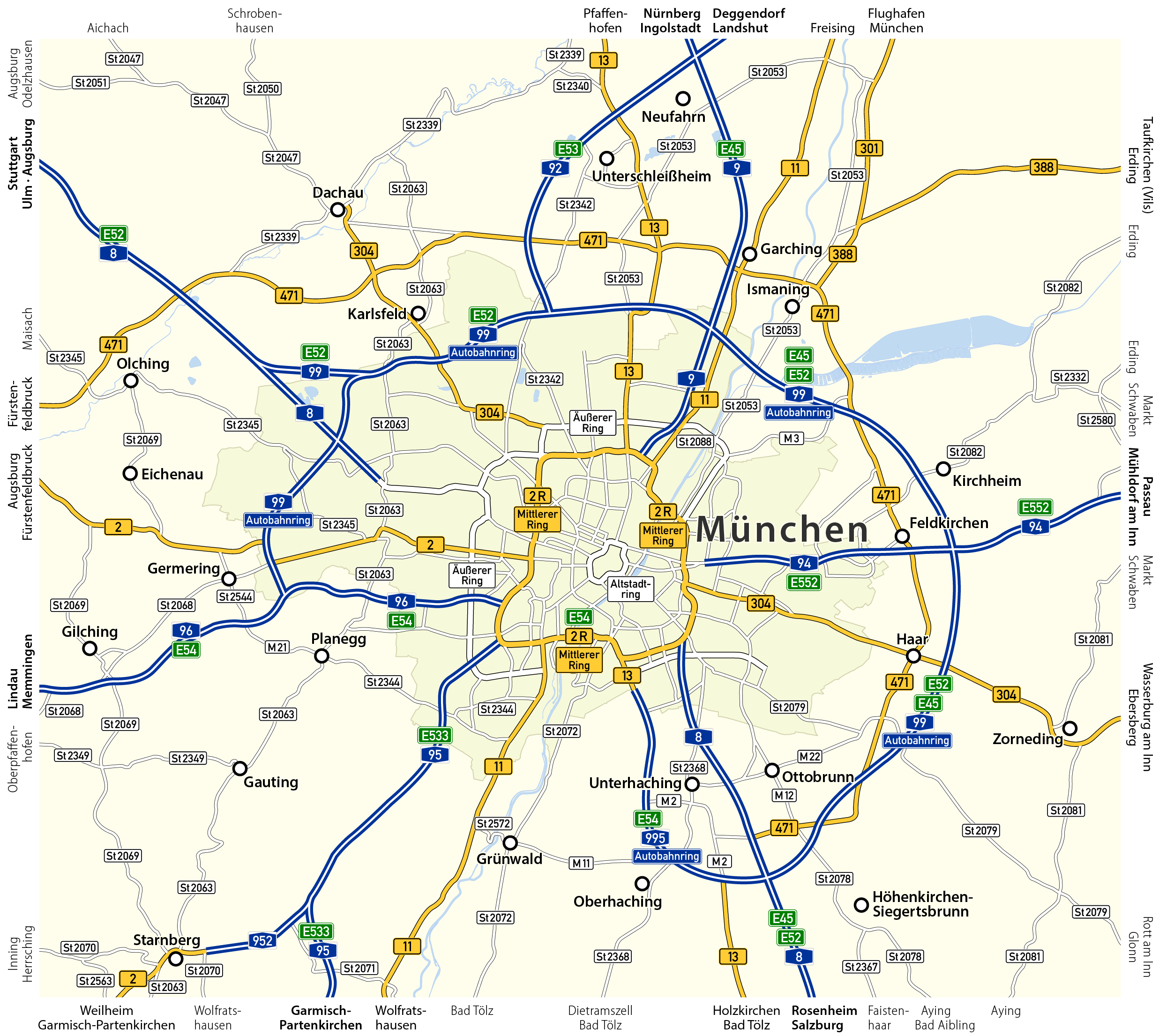
Heutiger Ausbaustand des Äußeren Rings und dessen Lage zwischen Mittlerem Ring und Autobahnring

Der Äußere Ring war nicht als kreisförmige Straße geplant, sondern in Form relativ gerade verlaufender Tangenten, die über Kurvenabschnitte miteinander verbunden waren. Es wurden jedoch nur Teile der ursprünglichen Planung verwirklicht. So wurde z. B. der Isarübergang für die Südtangente nie gebaut. Andererseits wurde die Nordtangente über die Isar weitergeführt, was ursprünglich wegen der nur wenig isarabwärts geplanten Autobahnbrücke nicht vorgesehen war.
Tangente 5-Nord
Die Tangente 5-Nord ist die am weitesten realisierte Tangente des Äußeren Rings. Sie besteht aus dem Straßenzug Föhringer Ring, Frankfurter Ring, Moosacher Straße und verläuft durch die Münchner Stadtteile Freimann, Milbertshofen, Am Riesenfeld und Moosach. Im Osten überquert der Föhringer Ring die Isar am Englischen Garten über die Herzog-Heinrich-Brücke. Föhringer Ring und Frankfurter Ring haben an der Hochbrücke Freimann eine eigene Anschlussstelle zur Bundesautobahn 9 nach Berlin. Der Frankfurter Ring überquert die Ingolstädter Straße über eine Brücke. Das Westende der Moosacher Straße hat über die Landshuter Allee Anschluss an den Mittleren Ring. Im Süden liegt der Olympiapark.
Tangente 5-West
Die Tangente 5-West führt durch die Stadtteile Nymphenburg und Laim, die durch die Laimer Unterführung verbunden sind, und bildet dann die Grenze zwischen Sendling-Westpark und Hadern. An der Fürstenrieder Straße im Westen wurde mit dem Bau der Straßen begonnen, die später den Äußeren Ring bilden sollten. Sie verbindet die Bundesautobahnen A95 nach Garmisch-Partenkirchen und A96 nach Lindau miteinander und führt in gerader Linie weiter nach Norden. Von ihrem Nordende aus führen Wotanstraße und Menzinger Straße an Schloss Nymphenburg vorbei. Über Wintrichring und Georg-Brauchle-Ring erfolgt der Anschluss an den Mittleren Ring.
Tangente 5-Süd
Von der Tangente 5-Süd existieren nur einzelne Teilstücke; ein leistungsfähiger Isarübergang zwischen Thalkirchen und Harlaching wurde nie verwirklicht. Die gebauten Strecken führen durch die Stadtteile Obersendling, Harlaching und Perlach. Im Westen geht die Fürstenrieder Straße in die nach Osten abbiegende Boschetsrieder Straße über, die an der Nord-Süd-Achse der Wolfratshauser Straße (B11) endet. Rechts der Isar ist mit dem Straßenzug Seybothstraße – Naupliastraße – Peter-Auzinger-Straße – Stadelheimer Straße – Ständlerstraße ein weiteres Teilstück des Äußeren Rings verwirklicht, der Anschluss an zwei Bundesautobahnen, die A8 nach Salzburg und die kurze, zum Autobahnkreuz München-Süd führende A995 hat.
Tangente 5-Ost
Die Tangente 5-Ost sollte den Föhringer Ring im Norden mit der Ständlerstraße im Süden verbinden, wurde aber nie verwirklicht. Ihre geplante Trasse, die durch die Stadtteile Oberföhring, Englschalking, Denning, Zamdorf, Berg am Laim und Perlach verlaufen sollte, ist auch heute noch teilweise unbebaut und bildet neben dem Würm- und Isartal einen dritten Grünstreifen zur Frischluftzufuhr in Nord-Süd-Richtung.

## Geschichte

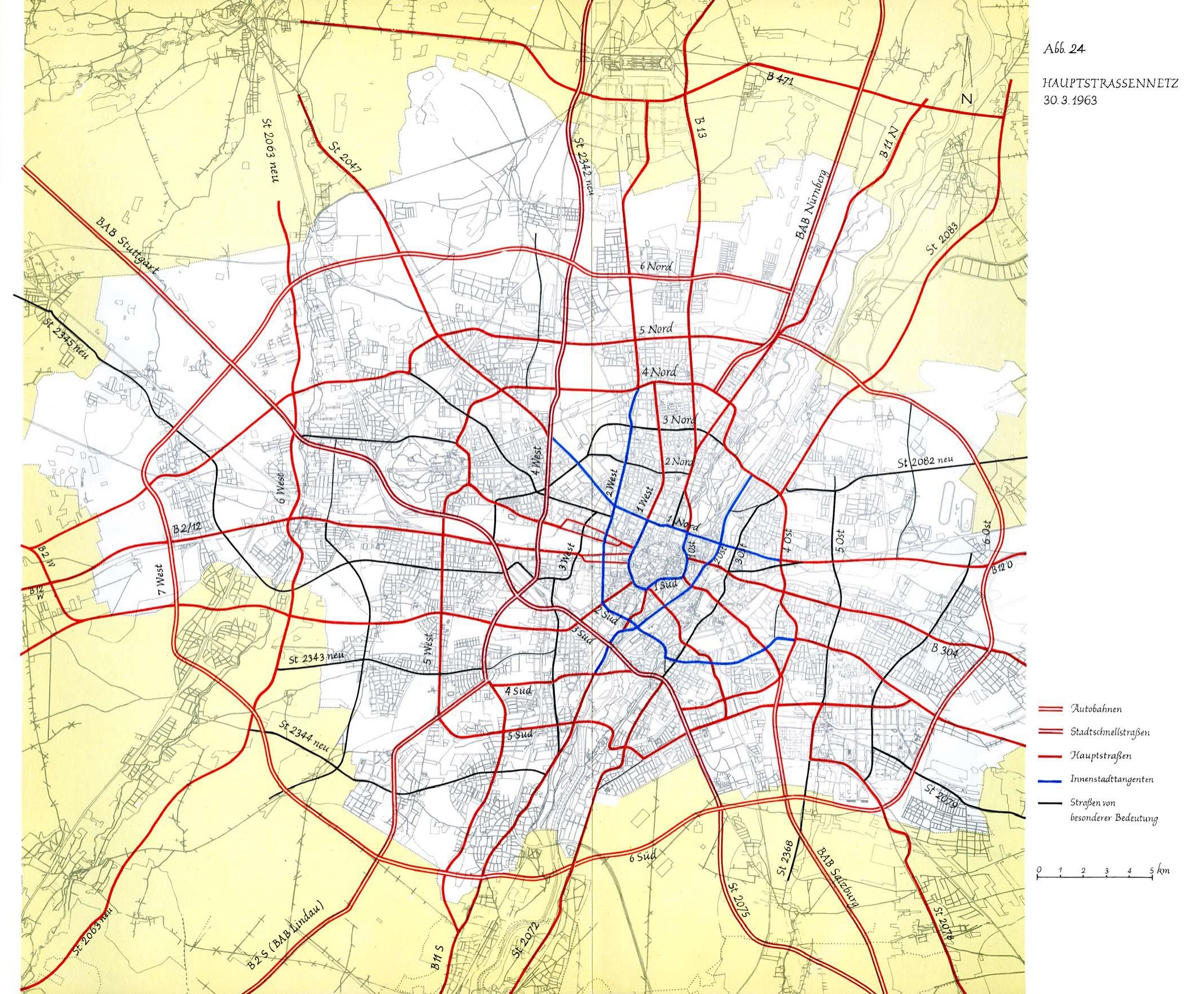
Münchner Hauptstraßennetzplan von 1963

Die ersten Entwürfe für ein Ringstraßennetz um München stammen bereits aus dem Jahr 1889, als der Immobilien- und Bauunternehmer Jakob Heilmann einen Plan für die weitere Entwicklung des Straßennetzes und der hauptsächlichen Verkehrsadern vorlegte. Seine Planung von drei Straßenringen um die Stadt stand noch in keinem Verhältnis zu den realen Bedürfnissen der Zeit, weshalb die Idee von der Stadt als utopisch eingestuft und nicht verfolgt wurde.
Erst in Folge des Autobahnbaus in der Zeit des Nationalsozialismus stellte sich verstärkt die Frage, wie die radial in die Stadt geführten Verkehrsströme der zunächst drei und künftig mindestens vier Autobahnen mit dem städtischen Verkehrsnetz verbunden werden konnten. Der Architekt und Stadtbaurat Karl Meitinger legte 1946 dem Münchner Stadtrat einen intern erstellten Plan zum Wiederaufbau der Stadt vor, der auch ein Kapitel zu Ausfall- und Ringstraßen enthielt. Darin entwickelte er erstmals das Konzept eines Mittleren und eines Äußeren Rings, beide noch innerhalb des Stadtgebietes. Einzelne Verkehrsachsen wurden beruhend auf diesem Plan bereits ausgebaut.
Meitingers Pläne wurden zur Grundlage des Wiederaufbaus der Altstadt, seine Anregungen zur Straßenentwicklung weitgehend zurückgestellt. 1953 fasste die Stadt einen Grundsatzbeschluss zum Verkehr der Zukunft. Eine U-Bahn und die unterirdische Führung einer Regionalbahn wurden genauso vorgesehen, wie die Anbindung der Autobahnen. Die damaligen drei Autobahnen von und nach Stuttgart, Nürnberg und Salzburg sollten nach amerikanischem Vorbild auf Hochstraßen in und durch die Stadt geführt und in einem aufgeständerten Autobahndreieck nordwestlich des Hauptbahnhofs verbunden werden. Diese Straßenführung hätte große Ringstraßen außerhalb der Kernstadt weitgehend ersetzen können.
1958 beschloss die Landeshauptstadt München einen Generalverkehrsplan. Dieser wurde in den 1963 aufgestellten, ersten  Stadtentwicklungsplan Münchens aufgenommen, der nach dem Stadtplaner Herbert Jensen als Jensen-Plan bekannt wurde. Das Autobahnkreuz in der Innenstadt und die Hochstraßen wurden aufgegeben. Stattdessen war ein System aus Radial- und Tangentialstraßen vorgesehen, die in verschiedenen Entfernungen vom Stadtzentrum Querverbindungen ermöglichten. Die Tangentialen waren nach ihrer Entfernung vom Stadtzentrum nummeriert und nach der Himmelsrichtung vom Stadtzentrum aus benannt. Nicht alle Tangentialen waren als Ringe geplant, sie dienten teilweise nur an bestimmten Stellen als Querverbindungen. So bildet die Tangente 2 Ost beispielsweise heute die Isarparallele von der Ifflandstraße bis zur Schäftlarnstraße. Ringe ergaben sich aus folgenden Tangenten:
- ein Innerer Ring, der heutige Altstadtring, aus den Tangenten 1 Nord, 1 Ost, 1 Süd und 1 West,
- ein Mittlerer Ring aus den Tangenten 4 Nord, 4 Ost, 4 Süd und 4 West,
- ein Äußerer Ring, der jedoch nicht ganz geschlossen war, aus den Tangenten 5 Nord, 5 Ost, 5 Süd und 5 West,
- ein Autobahnring, der ursprünglich aber wesentlich enger geplant war als die heutige Bundesautobahn 99 und überwiegend auf Münchner Stadtgebiet verlaufen sollte, aus den Tangenten 6 Nord, 6 Ost, 6 Süd und 7 West.

Mit dem Bau einzelner Tangenten zur Verkehrsentlastung der Innenstadt war jedoch schon früher begonnen worden, so entstand z. B. die Fürstenrieder Straße als erste Teilstrecke des späteren Äußeren Rings bereits Anfang der 1950er Jahre.
Als die ersten Teilstücke des Altstadtrings und der nördliche Beginn der Isarparallele fertiggestellt wurden, regte sich erheblicher Widerstand in Teilen der Stadtgesellschaft. Der Ausbau der Verkehrsachsen wurde als Zerstörung prägender Elemente des Stadtbildes wahrgenommen und strikt abgelehnt. Insbesondere der Tunnel des Altstadtrings unter dem Prinz-Carl-Palais und der Durchbruch an der Maximilianstraße galten als zerstörerische Eingriffe. Die Diskussionen wurden von Architekten und Stadtplanern wie Karl Klühspies angeführt und erreichten die Revision des Leitbilds von der autogerechten Stadt. Teile der Altstadtringplanung wurden verändert, der Äußere Ring weitgehend aufgegeben und nur Einzelmaßnahmen umgesetzt. Der Mittlere Ring wurde bis zu den Olympischen Spielen 1972 geschlossen und seitdem vielfach ausgebaut.
Oberbürgermeister Hans-Jochen Vogel erkannte die Berechtigung der Kritik an und förderte die Gründung des Münchner Forums als Form der Bürgerbeteiligung, die aus den Kritiken hervorgegangen war. Im nächsten Stadtentwicklungsplan von 1983 waren nur noch individuelle Straßenbaumaßnahmen enthalten.